# Jonas Reis
Jonas Rosa dos Reis é um premiado escritor, jornalista e advogado capixaba.

## Biografia
Jonas Reis nasceu na Vila de Monte Carmelo, então município de Colatina e hoje distrito de Alto Rio Novo, no Noroeste do Espírito Santo, Brasil. É escritor, advogado e jornalista, formado em Comunicação Social e em Direito pela Universidade Federal do Espírito Santo - Ufes e pós-graduado em Direito do Estado pela Universidade Gama Filho, do Rio de Janeiro.
Atuou nos principais órgãos de imprensa do Espírito Santo, com passagem pelos jornais A Gazeta e A Tribuna, e também em rádio e televisão. Ingressou no serviço público por concurso e se aposentou no Tribunal de Contas do Estado como Auditor de Controle Externo. Teve contos e crônicas incluídos em diversas publicações, até começar a trabalhar narrativas mais longas.

## Obras
Entre suas crônicas premiadas, Rumo à estação Vitória recebeu o prêmio de primeiro lugar em concurso realizado pela Prefeitura de Vitória-ES, e aparece na publicação Palavras da Cidade, volume 4, de 1991. Outras duas crônicas aparecem na mesma publicação, com menção honrosa.
Em 2007, Jonas Reis ficou em primeiro lugar no Concurso Nacional de Monografias realizado pelo Colégio de Corregedores dos Tribunais de Contas do Brasil.

Em 2010, foi premiado no concurso de microcontos 3ª Twitteratura, com o seguinte microconto:
"Viveu de forma devassa. Um dia, reencontrou-se com Deus. “Quanto tempo!”, disse o Senhor. “Parece que foi ontem”, retrucou.", sendo muito influenciada por outros autores jornalistas, como Gabriel García Marquez e Ernest Hemingway.
Em 2018 lançou Viagem à alma do Brasil, relato de viagem que empreendeu por todas as regiões do Brasil, ouvindo sua gente simples, revelando a história local e descortinando cenários longínquos do Brasil. Em 2019 Viagem à alma do Brasil ganhou edição em Inglês, Trip out to the soul of Brazil.
Ainda em 2019, Jonas Reis lançou seu primeiro livro infantojuvenil, A lenda do lagarto azul. O livro foi premiado pela Secretaria de Cultura do estado do Espírito Santo e cria uma "origem" para o monumento granítico em forma de lagarto que faz parte da Pedra Azul, um dos principais monumentos naturais do Espírito Santo.